# Lippo d'Andrea

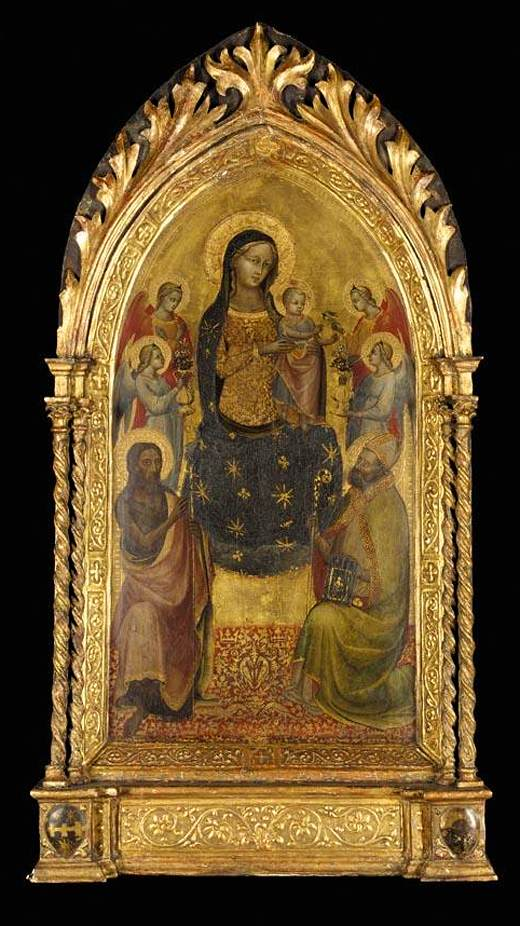
La "Madonna col Bambino in trono" di Lippo d'Andrea

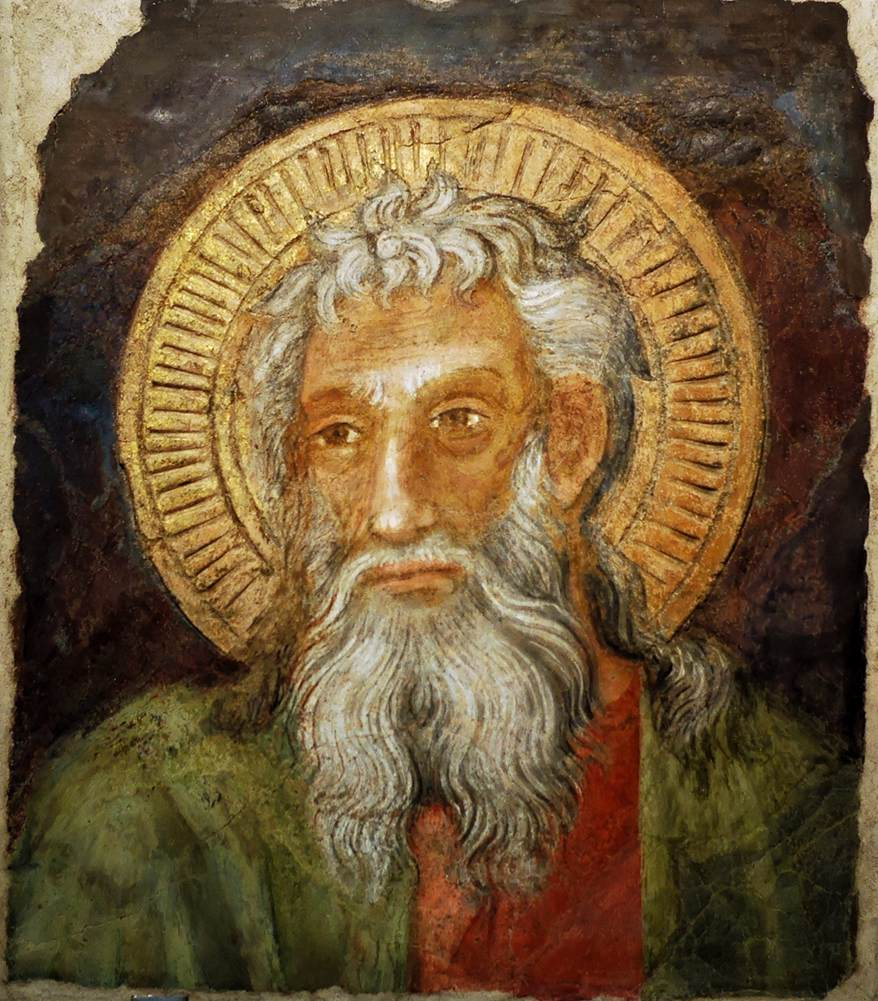
Sant'Andrea

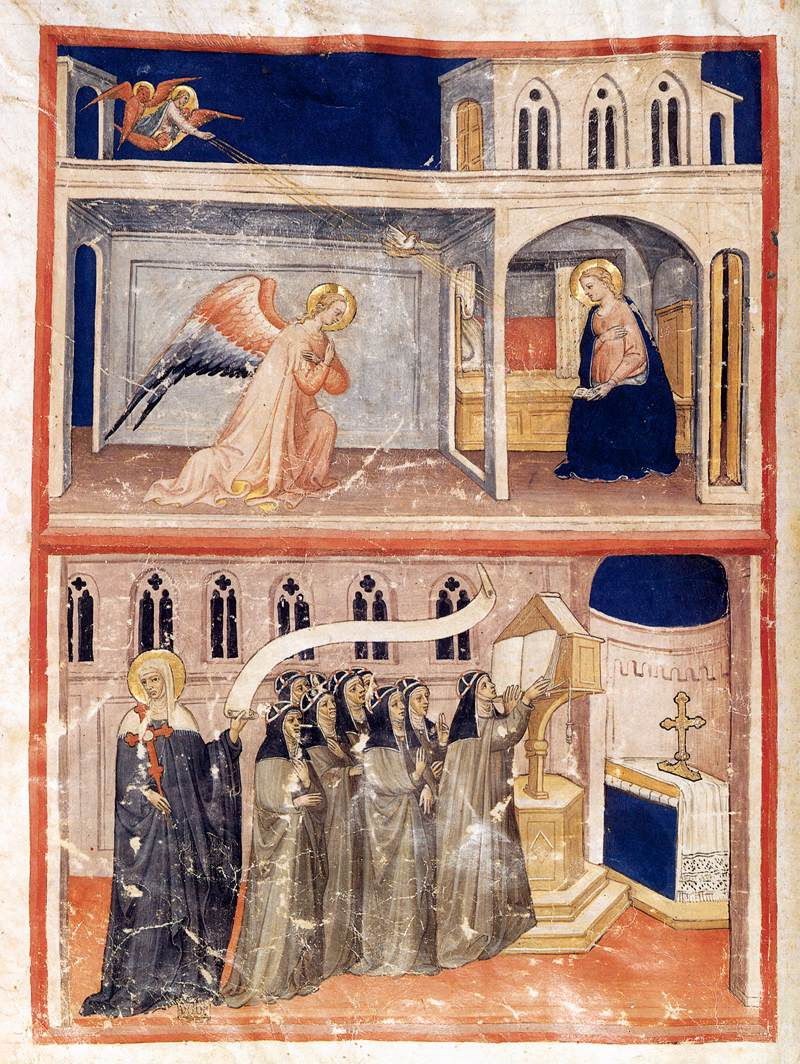
Graduale Brigettine, 1435

Lippo d'Andrea (1370 o 1371 – prima del 1451) è stato un pittore italiano attivo a Firenze e precedentemente noto come Pseudo-Ambrogio di Baldese.

## Biografia
Nel 1411 entrò a far parte della Compagnia di San Lucae nello stesso anno gli fu commissionata, insieme a Niccolò di Pietro Gerini, Ambrogio di Baldese e Alvaro di Pietro, una serie di affreschi sulla facciata del Palazzo del Ceppo a Prato. Il suo nome è stato anche collegato, sebbene senza alcuna prova documentale, agli affreschi della Cappella Nerli a Santa Maria del Carmine a Firenze. L'apparizione, nel 1402, del nome "Lippo" ha portato a ipotizzare che il creatore degli affreschi fosse proprio Lippo d'Andrea. L'altro riferimento sopravvissuto al suo nome risale al 1435-36. Quell'anno, Lippo fu membro del gruppo, che comprendeva Bicci di Lorenzo, Giovanni dal Ponte e Rossello di Jacopo Franchi, a cui fu affidato il compito di dipingere affreschi degli apostoli nelle cappelle delle tribune della cattedrale di Firenze per celebrare la consacrazione della cupola di recente costruzione da parte di papa Eugenio IV.